# リアジェット

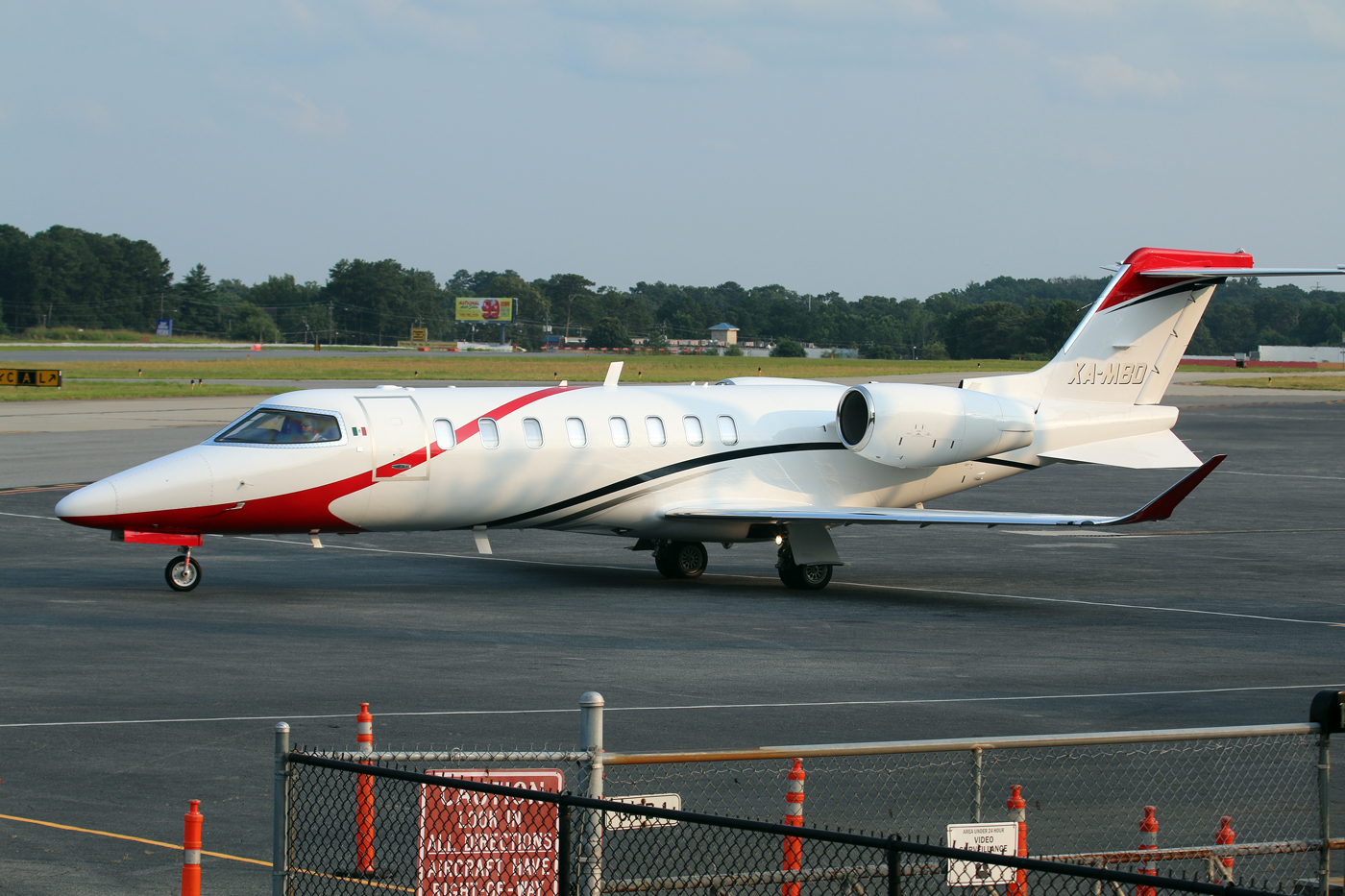
リアジェット70/75。リアジェット社の現行モデル。

リアジェット（Learjet ）とは、アメリカのビジネスジェットのメーカー、および同社製のビジネスジェットのブランド名。民間航空機メーカーとして世界第3位（2012年）。従業員数はおよそ2500名（2012年時点）。リアジェット社はカンザス州ウィチタに製造工場があり、1990年にカナダに本拠があるボンバルディア・エアロスペース社の系列会社（傘下会社）となり、同社のビジネスジェット部門のブランド『ボンバルディア・リアジェット・ファミリー』の製品を製造している。
発明家のビル・リア（ウィリアム・パウエル・リア・ジュニア, William Powell Lear Jr.）が1960年に前身となるスイス・アメリカン・アビエーション社（Swiss American Aviation Corporation ）を設立、他社との合併などを歴て1988年にリアジェット（Learjet ）と改名し、それが現在も社名やブランド名として用いられている。

## 概要
リアジェットはビジネスジェットというカテゴリーの先駆者であり、「リアジェット」はビジネスジェット機の代名詞 として用いられる事もある。
創業当初から製品は6～10人乗り、航続距離は超軽量ジェット機よりも長くアメリカ本土全域やヨーロッパ諸国での地域間移動に向いたビジネスジェットに注力している。社用機やプライベート機などゼネラル・アビエーションの需要が多いが、小型輸送機や連絡機として軍にも納入されている。
リアジェット社では近年、航空機の素材となるアルミ合金板のCNCによる切り抜き・重層プレス・焼成加工・薬品加工・立体部品化から始まり、主翼・尾翼・胴体などのコンポーネントの製造、総計数kmにおよぶハーネス（電気配線群）の事前組み上げ・はんだ付け・テスト、各コンポーネントの航空機への組み上げ（合体）、組立後の各機体の テストパイロットによるテスト飛行、その後の外部塗装、内装にいたるまで、ほぼ全ての工程をひとつの工場内で完結するように行っており、これは航空機の製造の世界ではかなり珍しいことであり、これが同社製品の品質の確保・安定に役立っている。
同社はビジネスジェットを50年以上にわたり多数製造してきた歴史があるので、同社の機体は中古市場でも多く流通している。特にCJ610エンジンを搭載した初期の機種は降着装置や主翼が頑丈であり、就役から40年前後を経ても機体寿命を残している機体も多い。なお古い機体はそのままでは新しい航空法に適合せず燃費や騒音の問題もあるため、エンジンやアビオニクスを新基準に適合した製品に交換したアップグレード機に改良されていることが一般的で、またウィングレットなどのパーツ単体を販売する独立系の整備会社も存在する。

## 社史
発明家および起業家のウィリアム・リアは、カーラジオ（＝自動車用のラジオ）の実用化およびそのブランド「モトローラ」のメガブランド化（超有名ブランド化）や8トラックカートリッジテープの開発などを主導し、その後は無線方向探知機やオートパイロットなどアビオニクスの開発で巨万の富を手にしていた。
こうしてすでにビジネスで成功していたリアが、次に開拓するマーケット（市場）として目を向けたのが「自家用ジェット」であった。リアが思いついたことは、世の社長や担当者たちが（自家用ジェットで）もっと敏速に移動できれば、その日のうちに仕事（商談や打ち合わせ）を終えられ、そしてすぐ飛んで帰れば家族と一緒に夕食を食べることができる、ということだった。そして、その夢の飛行機の参考となる飛行機を探し始めたリアは、FFA P-16という戦闘機を見つけた。そして1960年にスイス国内に転居しスイス・アメリカン・アビエーション・カンパニー Swiss American Aviation Companyを設立した。

当時スイスではFlug- und Fahrzeugwerke Altenrhein（FFA）が開発していた近接支援を主任務とする地上攻撃機FFA P-16が開発されていたが試作機の墜落事故等により政府が契約を打ち切り、試作機5機が製造されただけで終わっていた。このFFA P-16の主翼の性能（高速性能と低い抗力、および離陸・着陸時のコントロールのしやすさ）に感動し、それに目を付けていたリアは、P-16の主翼・主脚などのコンポーネントをビジネスジェット機へ転用する可能性を見出し、その設計を利用する権利を入手し（買い）、夢のジェット機を「SAAC-23」の名で開発し始めた。

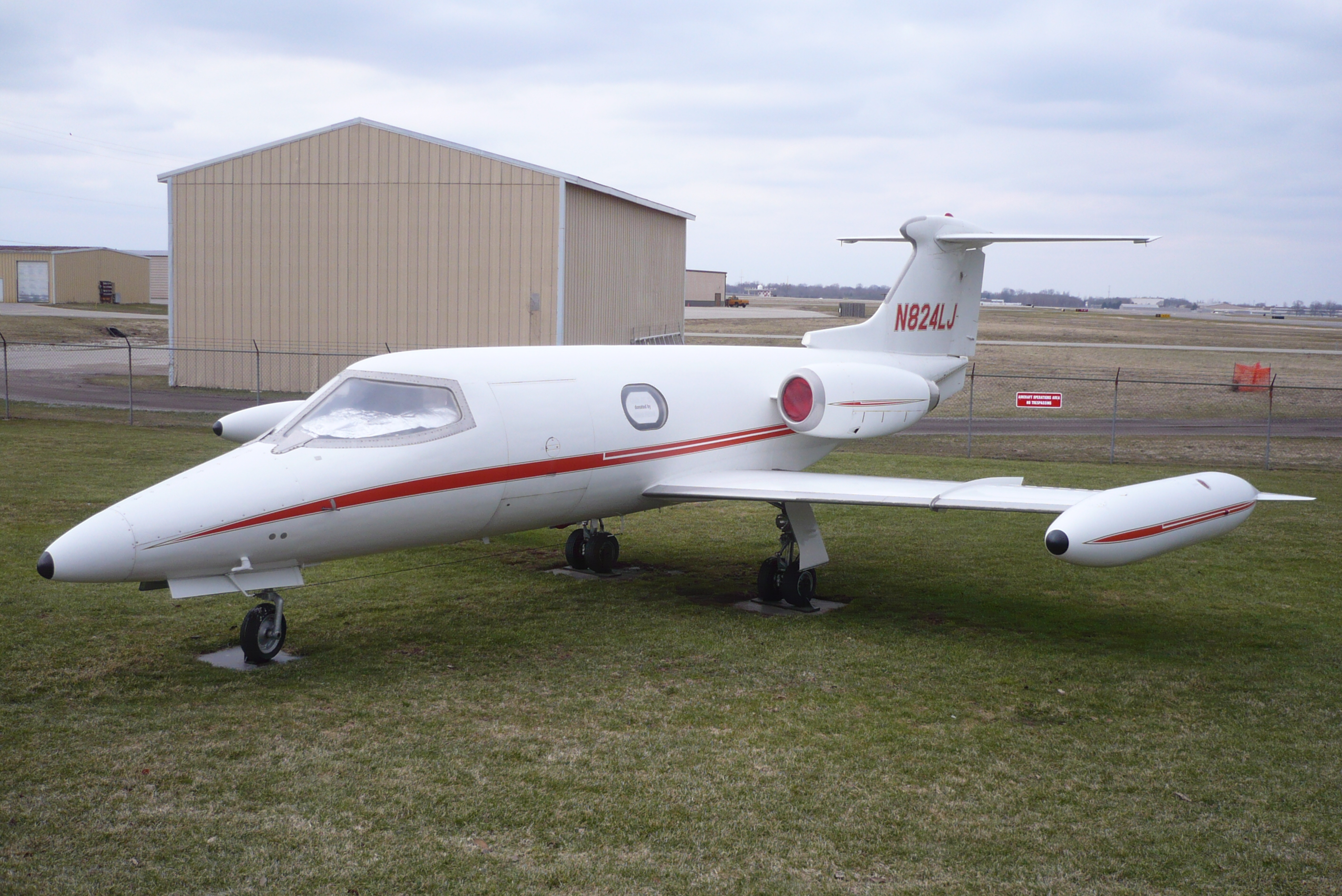
リアジェット23。P-16の主翼の設計を使用し、「SAAC-23」という名で開発されたリアジェット社の最初の機種。1964年販売開始。（P-16の翼と同様に）翼長が短く、翼端に円筒形の燃料タンクがついている。小型ビジネスジェットというカテゴリーの先駆であり、航空史に残る機種。写真は米国ミシガン州の航空博物館Air Zooに展示・保存されている機体。

それと並行してビジネスジェットを製造するための機材が購入され、1962年に米国カンザス州ウィチタに工場を設立した。（当初の工場は1棟のみ。その後、作業工程ごとに棟を建て増ししていった。）翌年に社名をリア・ジェット (Lear Jet Corporation) に変更、SAAC-23の初飛行が成功し（なお、当時スペインに亡命中だったミハイ1世がウィリアム・リアと知り合い、テストパイロットとしてSAAC-23の開発に参加した。）。
1964年にリアジェット 23として販売開始。こうしてリアが思い描いていた夢が現実のものとなったのである。
その後もモデル24（リアジェット24）、モデル 25（リアジェット25）と高速ビジネスジェットの開発が進められた。この時期の機種はいずれもジェネラル・エレクトリックCJ610ターボジェットエンジンを搭載していた。当時のジェット旅客機に比肩する巡航性能や強力な上昇力など、高い飛行性能を有していた。また、この時期のリアジェットの機種は大型のウイングチップ燃料タンクを装備しているのが外見上の特徴である。これはウィングレット程ではないが若干の効果を発揮した。またリアジェット機特有の強く傾斜したウィンドシールドはバードストライク時には避弾経始のように作用することが判明している。ウィリアム・リアは顧客として法人需要のほか、有名映画俳優などセレブリティ層の取り込みを狙い、実際、シャープな印象を与える機体形状がプラスとなり個人用として購入する富豪が相次いだという。（その結果、プライベートジェットを所有することは富の象徴のようになり、富裕層を指すための「Jet set」（ジェット族）という表現も生まれ用いられるようになった、という）。
ウィリアム・リアは1967年にリアジェット社の経営から離れ、1969年に同社はゲイツ・アビエーションと合併した。その結果、社名はゲイツ・リアジェット (Gates Learjet Corporation) に変えられた。合併後、モデル 25のエンジンをハネウェル TFE731に換装したリアジェット26が開発され、それを改良発展させたリアジェット35を販売した。1970年代も後継機のセールスは好調であったが、エアロスペース部門の設立にともなう転換でビジネスジェットの工場が整理された。1985年にスペースシャトルのエンジン部品の生産に携わったが、経営は思わしくない状態であった。
1987年にインテグレイテッド・アクイジションが買収し、翌年に社名はリアジェット (Learjet Corporation)に変更された。
1990年にボンバルディア・エアロスペースが買収し、同社の一部門としてボンバルディア・リアジェットの名でモデル40をアップグレードさせたモデル 40XRや中型ビジネスジェットモデル60の生産と過去に販売された機体のサポートを行っている。
ボンバルディアでは長距離向けの『グローバル・ファミリー』（カナディア系）と、中距離向けの『チャレンジャー・ファミリー』に次ぐ、短距離・個人所有向けの製品と位置づけられた。
リーマンショック（世界金融危機 (2007年-)）によって航空機業界全体が経済的な悪影響を受けた時、リアジェット社もかなりの悪影響を被ったが、この危機的状況を逆に機会に変え、（それまで紙の伝票で行っていた）工程管理のコンピュータ化を実現し また工場内の壁面や床面の塗装色を白に変更し照明の照度を上げたり清潔な工場にすることなどによって作業者の意欲向上を図り、作業効率・生産性などを上げた。
2018現在ではシリーズの整理が進み、リアジェットのブランドではリアジェット70/75のみが生産されている。発注した顧客に対し、製造中の機体を見学できるツアーや引き渡し時のセレモニーを実施している。

## 製品一覧
年は提供開始の公式年であり、初飛行はこれより1～2年早い。定員はクルーを含む最大人数(コンフィグレーションにより少なくなることがある)。

### 標準断面の胴体モデル
- リアジェット23: 1964～。8人乗り。1376 nmi (2550 km)。ビジネスジェットという分類のはじめての航空機とされる。FAR Part23に適合する用設計された。32機製造。

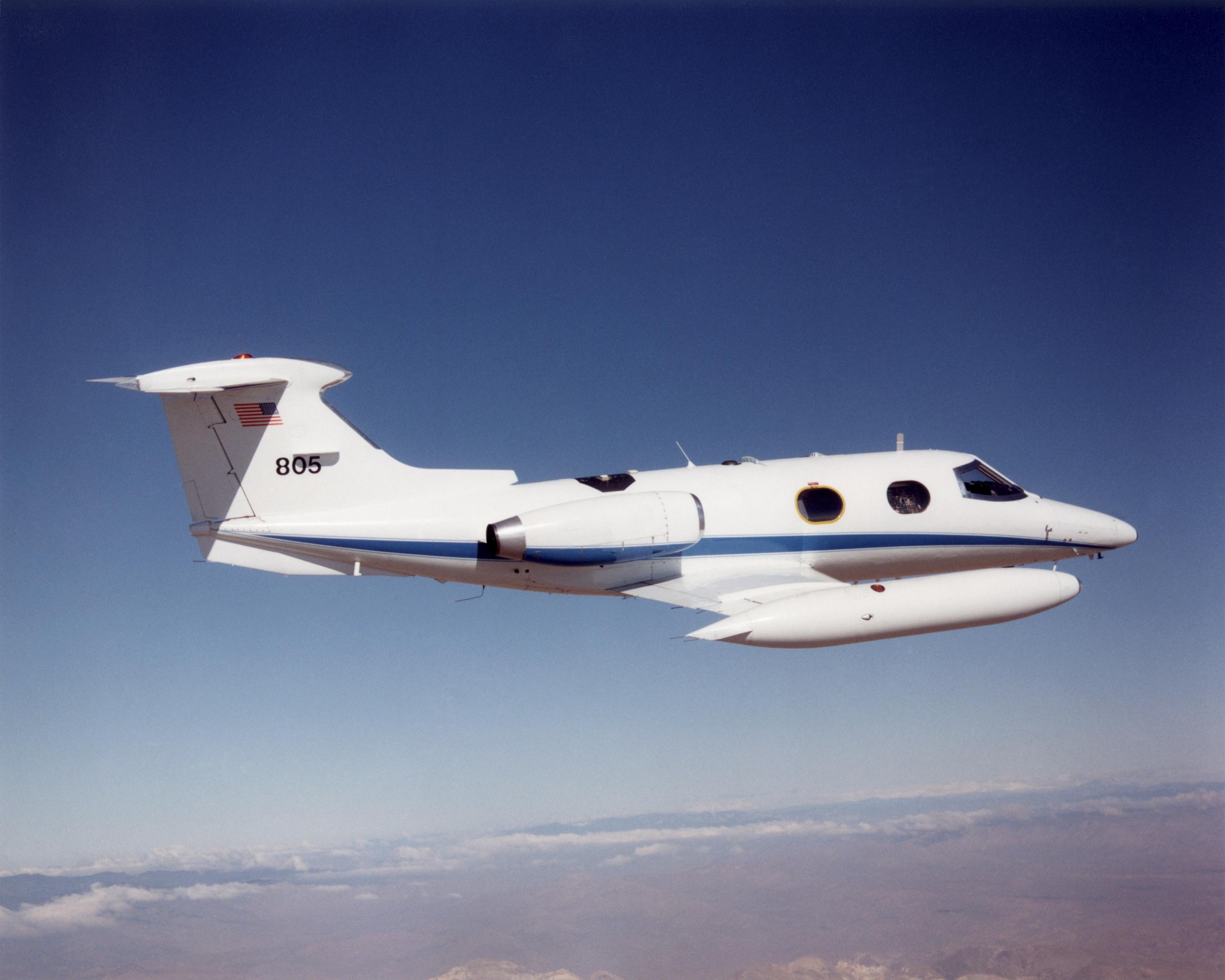
リアジェット24。

- リアジェット24（英語版） (24A/24B/24C/24D/24E/24F): 1967～。1100nmi (2052 km、24E)。リアジェット23の派生モデル。FAR.24適合へと変更されやや大型化されている。翼端タンクの形状や客室窓の形状などに変更が見られる。各型合わせ210機製造。
- リアジェット25（英語版） (25A/25B/25C/26/25G): 1966～。1540nmi (2853 km、25B)。リアジェット24の胴体伸延モデル。CJ610エンジン搭載の初期型機の事実上の最終型。各型合わせ311機製造。

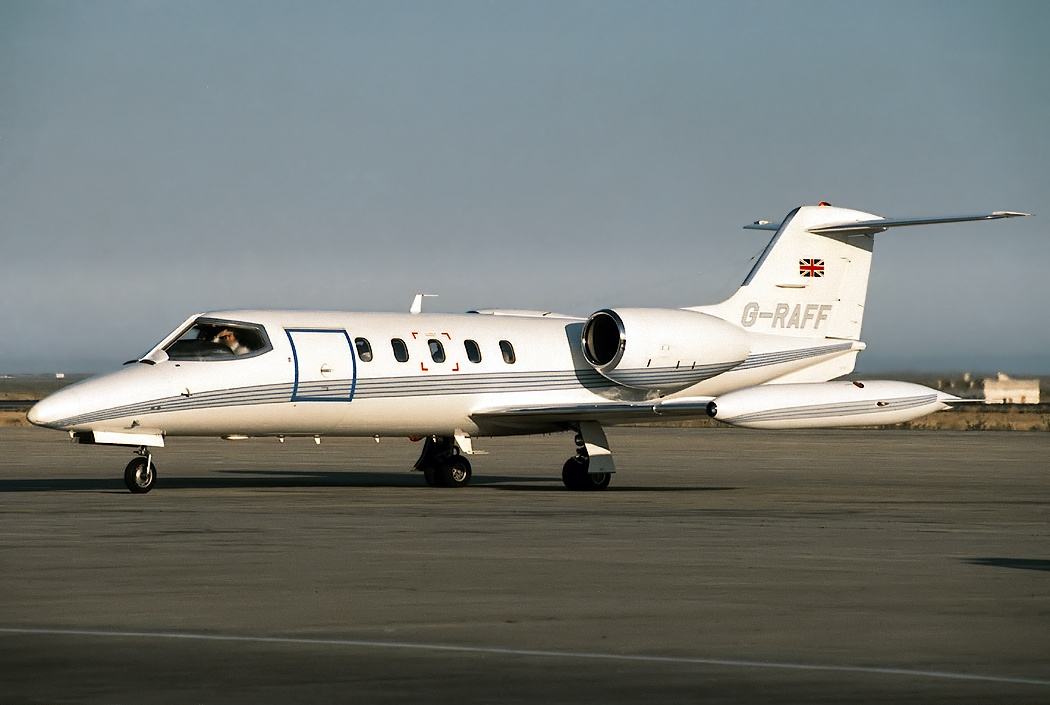
リアジェット35

- リアジェット35 (35/35A): 1974～。2004 nmi (3690 km)。アメリカ軍が人員輸送機『C-21』として導入。民間型35/35A合計で675機製造。
- リアジェット36 (36/36A): 1974～。約2500nmi (約4600km)。リアジェット35のキャビンスペースを2座席分減じて胴体内燃料タンクを増設し長距離航行可能としたバージョン。民間型36/36A合計で60機製造[5]。
- リアジェット28/29（英語版）: 1979～。1436nmi (2660 km)。リアジェット25をベースとして新型の大面積の主翼を装備した。ジェット機ではじめてウィングレットを実用化した。主翼面積が拡張されたため運用高度限界は15,545m(51,000 ft)に達する。29は28のキャビンスペースを小さくし胴体内に燃料タンクを増設して航続距離を延伸したタイプ。CJ610エンジンの騒音と高燃料消費が災いし、製造は28が5機、29は僅か2機にとどまった。

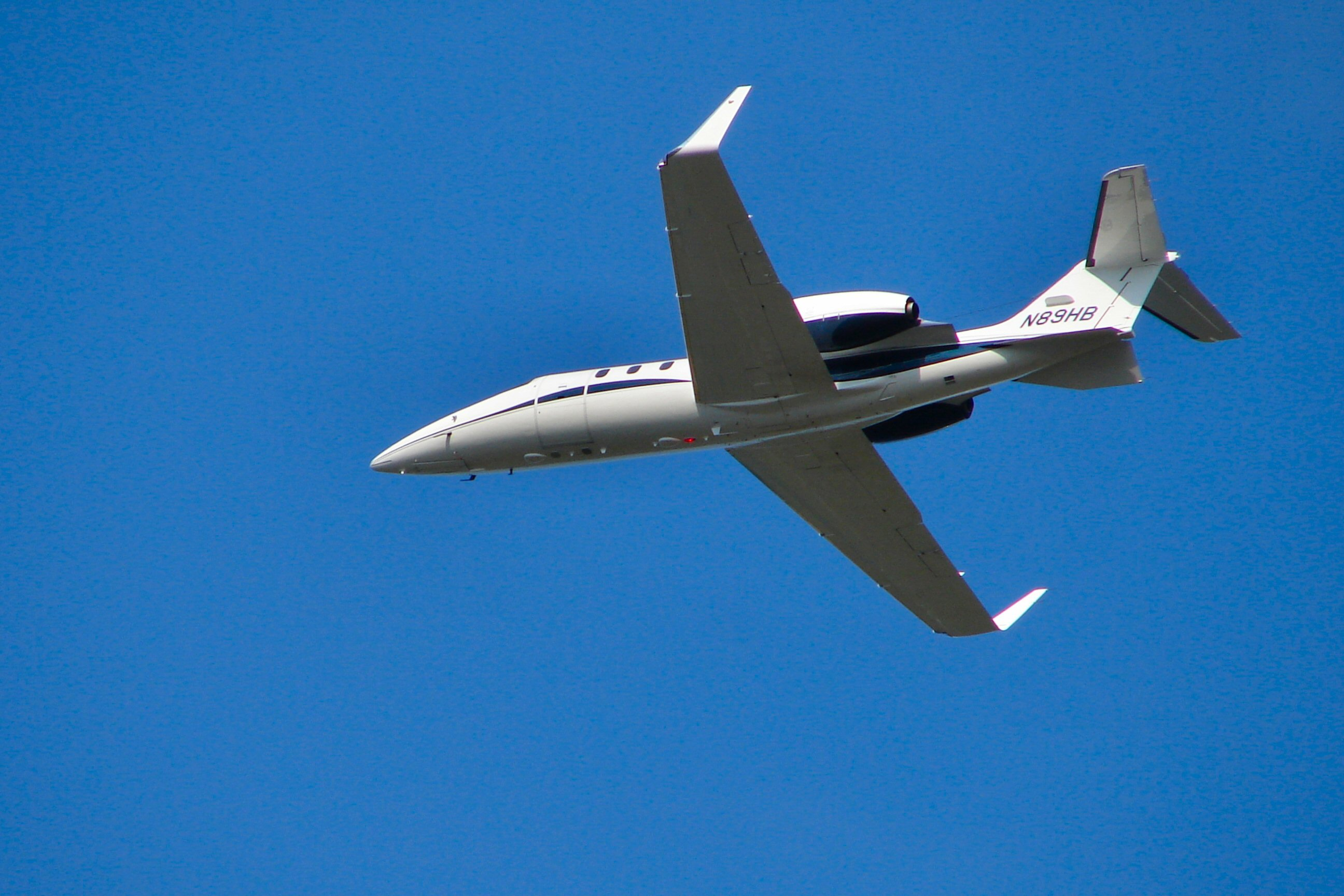
リアジェット31。翼端の燃料タンクは無くなり、ウィングレットが付いている。

- リアジェット31（英語版） (31/31A): 1988～。10人乗り。1455nmi (2695 km)。リアジェット35の胴体・エンジンに28の主翼を組み合わせ、失速特性を改善するデルタ・フィン装備などの改良を施したタイプ。本タイプの運用高度限界も15,544mである。31Aは31のフライトデッキ等を改良したモデル。高性能であることに加えターボファン・エンジン装備により燃料効率も良かった。31/31A合計で242機が製造された。

### 新世代モデル

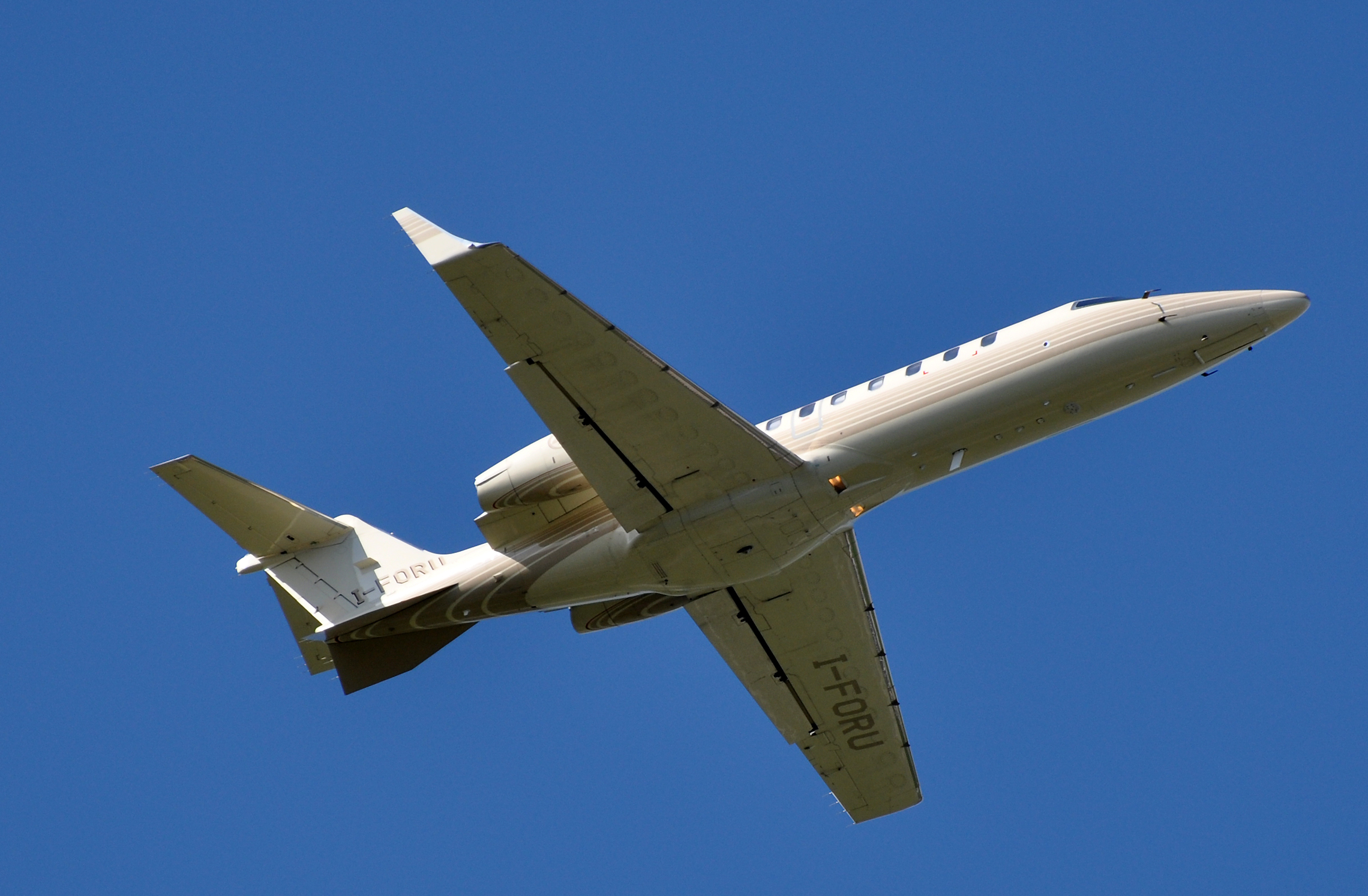
離陸するリアジェット45

- リアジェット45 (45/45XR): 1997年～。9人乗り。2120 nmi  (3926 km)。基本的なレイアウトはモデル31によく似ているがほぼ完全な新設計である。従来の標準胴体モデルと異なり、主翼桁を胴体下面に設置してフェアリングで整形することにより、キャビン高を最大限確保している。エンジンはTFE731-20。
- リアジェット40（英語版） (40/40XR): 2003～現行。6人乗り。1692 nmi (3156 km)リアジェット45の胴体を0.6m短縮したモデル。
- リアジェット70/75（英語版） : 現行モデル。40/45の改良モデル。エンジンはTFE731-40BRを搭載し、特に離陸時の性能が向上しているほか、ヘッドアップディスプレイ(HUD)「Vision Flight Deck」が装備される。

### 広胴モデル

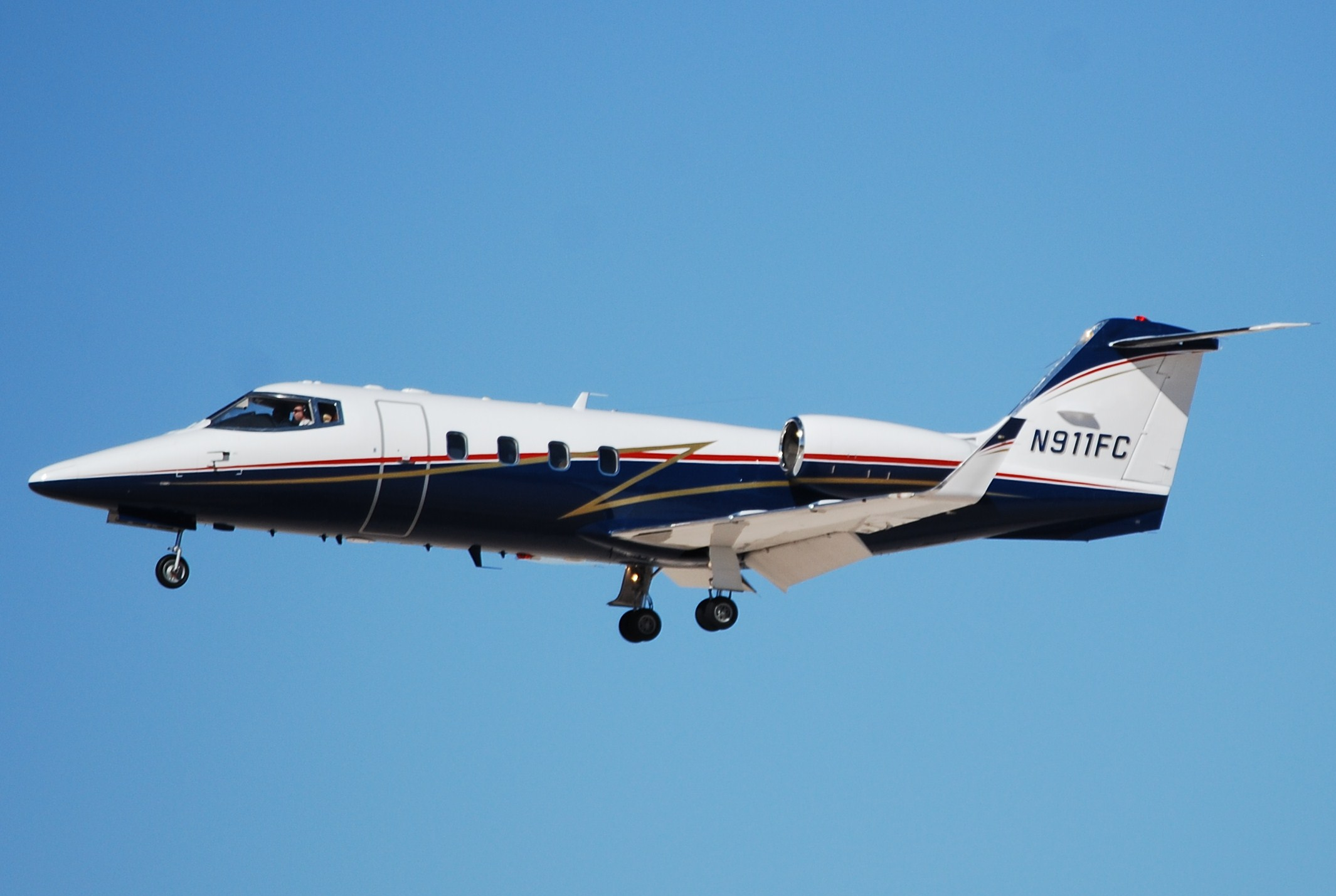
リアジェット55

- リアジェット55（英語版） (55B/55C/ 55C/LR): 1981～。9人乗り。2582 mi (4156 km)。商用ジェット機による6つの上昇率新記録を打ち立てた(1983年)。エンジンはTFE731-3Aまたは-3AR。各型合計140機製造。

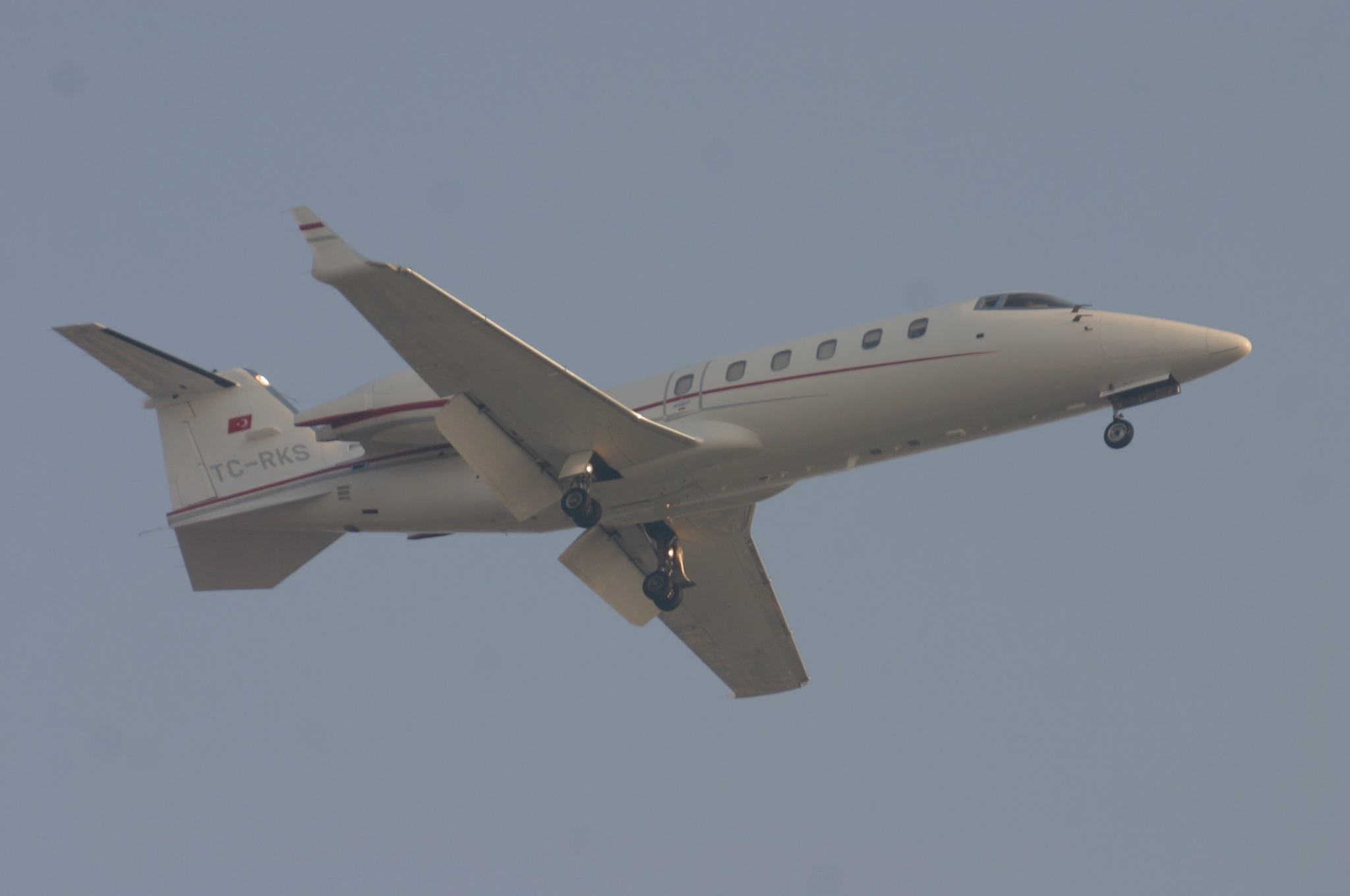
リアジェット60

- リアジェット60 (60/60XR): 1993～現行。2499 nmi (4628 km)。リアジェット55をベースとして胴体を約1.1mストレッチした。それまでのシリーズと異なり、CFDによる設計、統合パネルなどの電子表示・制御を大きく進めた。エンジンはリアジェットシリーズで初めてP&Wカナダ製となりPW305Aが搭載された。最高飛行高度は5万1000フィートとなっているが、現実には4万5千フィートが最高巡航飛行高度。
- リアジェット85: 10人乗り。3000nmi (5556 km)以上。ETOPS取得可能な初のビジネスジェットとして開発中と2007年に発表があったが、2018年現在は進展がない。

## 番組
- 世界の巨大工場 - 2012年放送のSeries7 Ep3では60XRの製造から顧客への引き渡し（N901PM）までの工程と会社の歴史が紹介されている。